# Joal-Fadiouth
Joal-Fadiouth est une commune du Sénégal située à l'extrémité de la Petite-Côte, au sud-est de Dakar.
Elle réunit en réalité deux villages. En effet, Joal le plus gros est établi sur le littoral et Fadiouth, le plus visité est une île artificielle constituée d'amoncellements de coquillages et reliée à la côte par un pont de bois. La ville est connue pour être le lieu de naissance du premier président Léopold Sédar Senghor.

## Histoire
Les origines de la ville restent controversées. 
L'installation des Sérères dans cette zone pourrait s'expliquer par l'avancée des Almoravides qui les contraignirent au XIe siècle à quitter la vallée du fleuve Sénégal pour venir occuper la Petite-Côte et la région du Sine. 
Joal-Fadiouth pourrait aussi avoir été fondé par la dernière dynastie sérère Guelwar, après leur expulsion du royaume mandingue de Gabou. 
Les deux versions trouvent aisément leur justification si l'on considère les patronymes les plus répandus aujourd'hui.
La période coloniale voit se succéder Portugais, Hollandais, Français et Anglais. 
Joal devient par la suite l'un des plus grands comptoirs commerciaux de l'ouest du Sénégal. 
Le développement du commerce triangulaire favorise aussi la pénétration chrétienne et, dès 1636, des missionnaires s'installent sur la côte. 
Mais l'évangélisation rencontre une forte résistance et c'est seulement au XIXe siècle que le christianisme commence à prendre de l'importance, notamment grâce aux missionnaires français. En 1850 une mission est érigée dans le village et le premier prêtre y est ordonné en 1885. 
C'est également à cette époque que l'on signale le passage à Joal du fondateur de l'empire toucouleur El Hadj Oumar Tall (1794c-1864), comme en témoigne la mosquée construite en son hommage.
Un important patrimoine architectural rappelle cette grandeur passée, mais la plupart des édifices, dont le palais du gouverneur, sont menacés de ruine.

Joal, sur le littoral
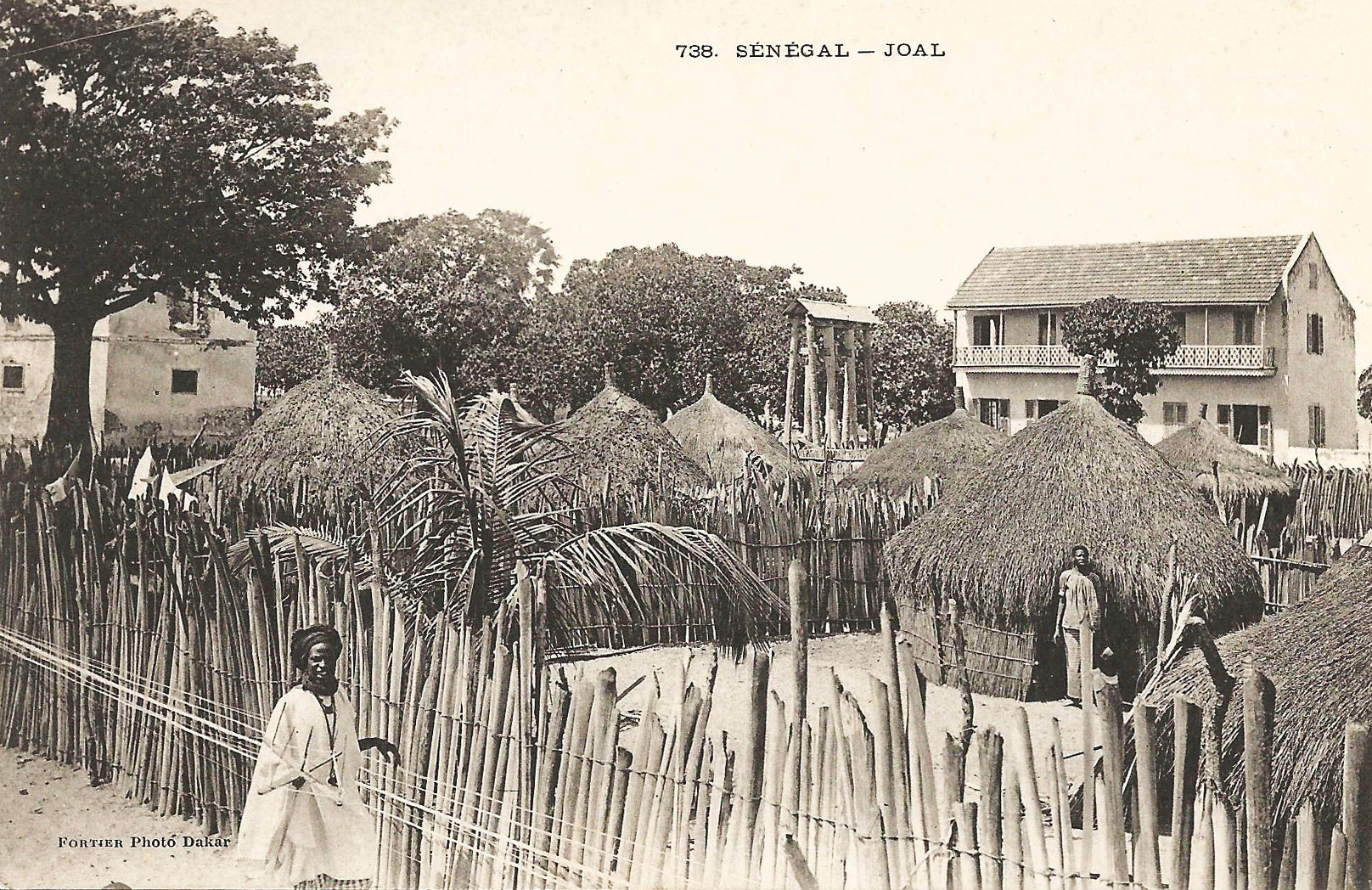
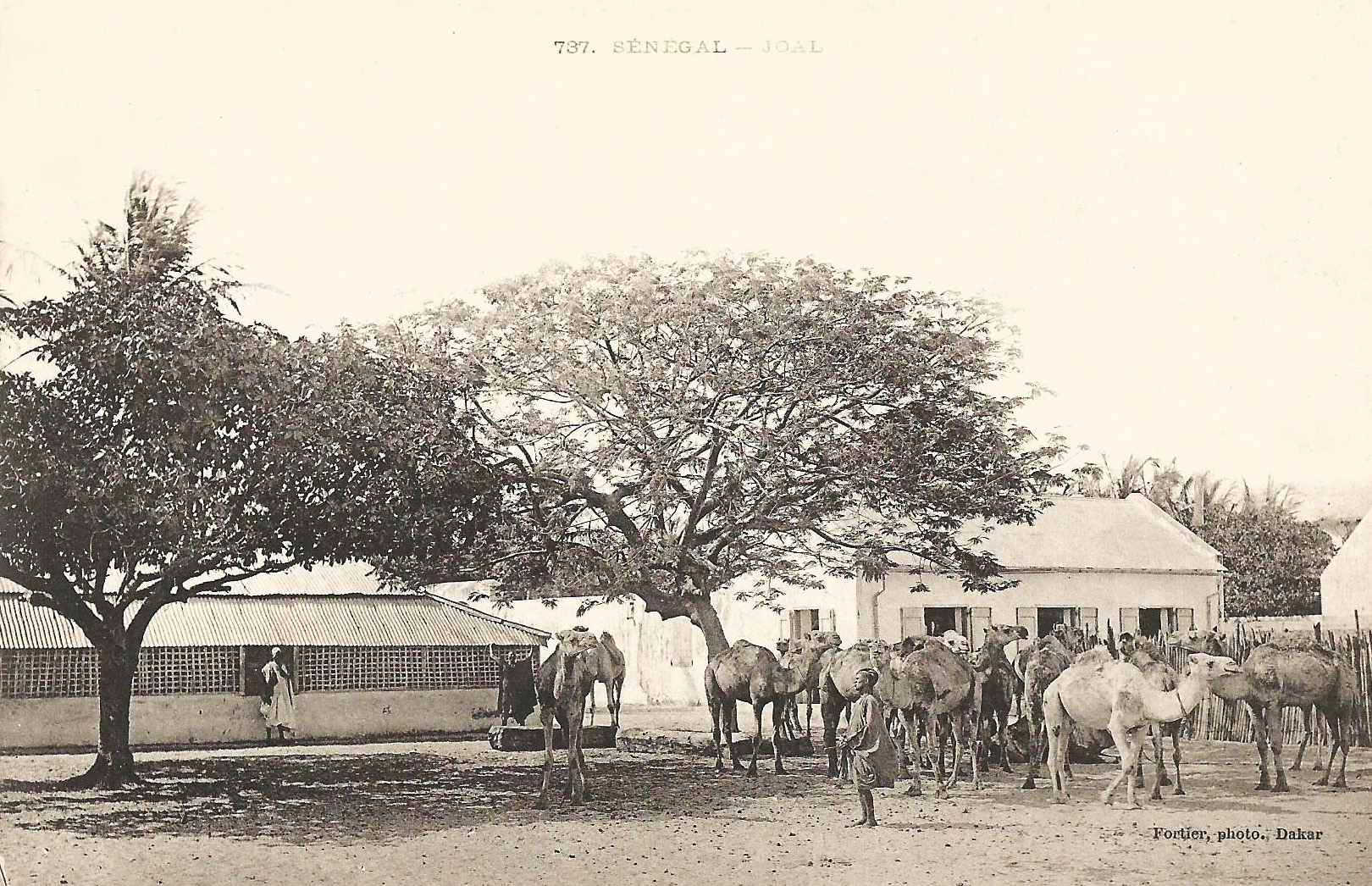
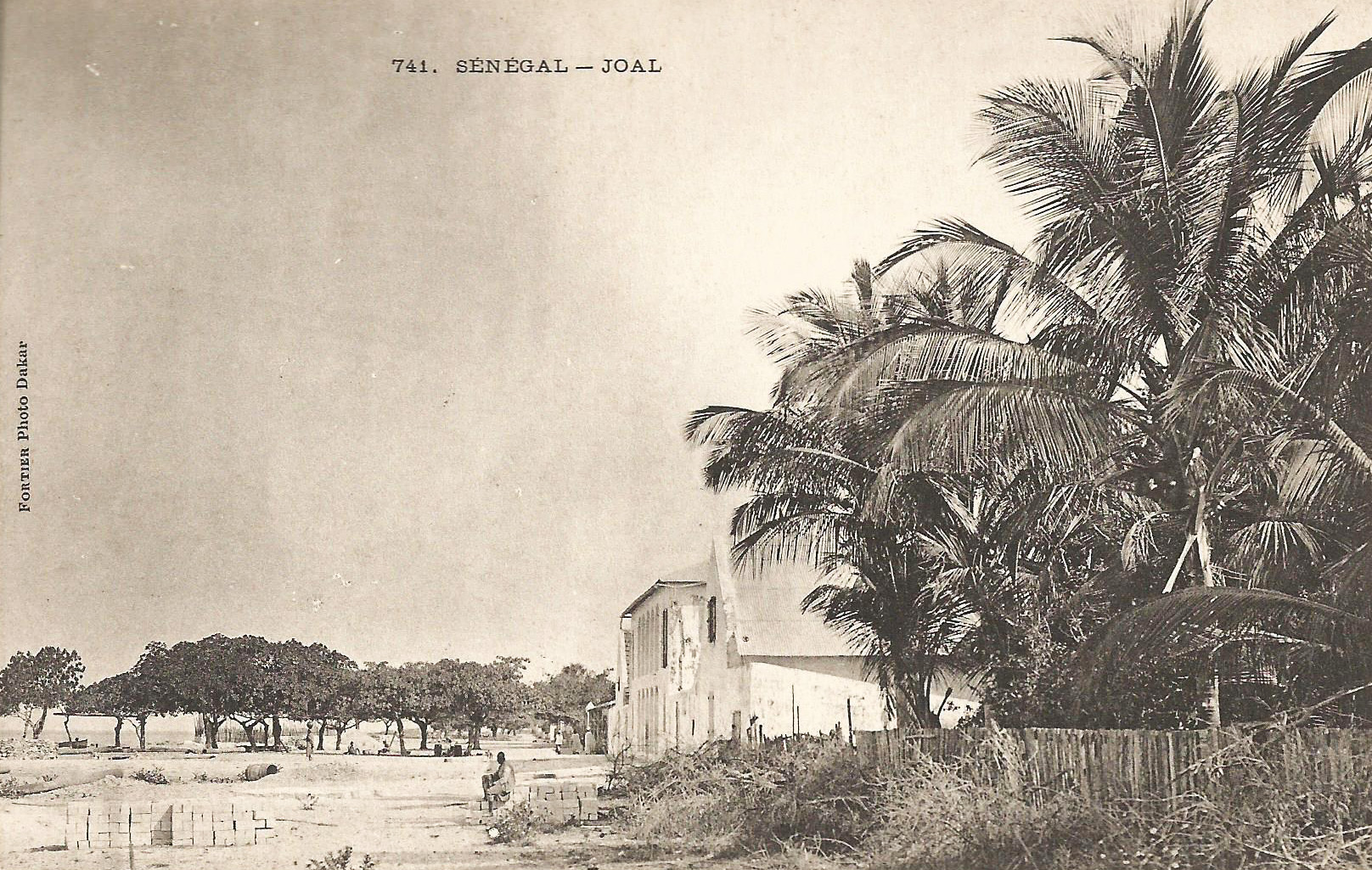
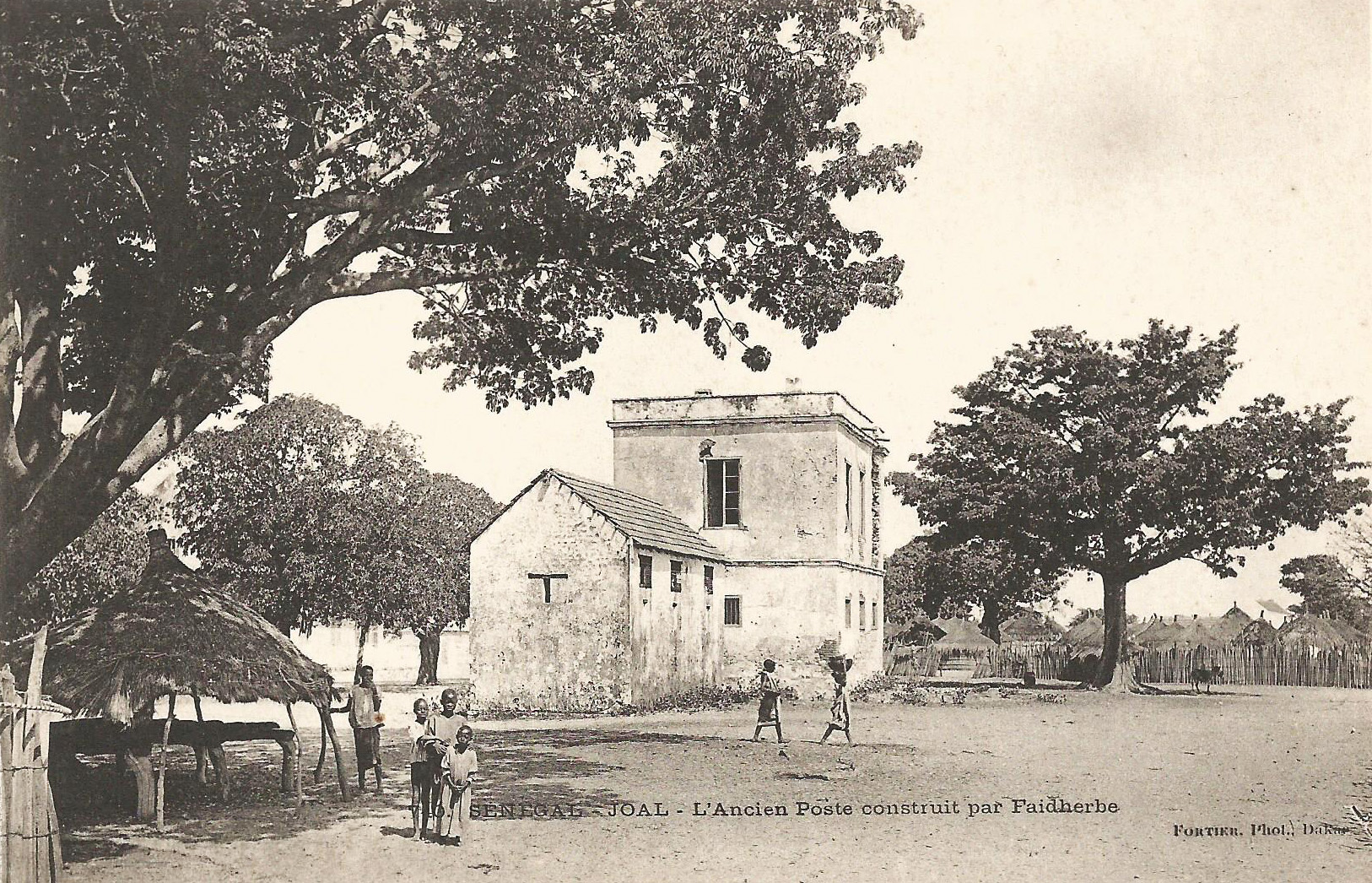

Fadiouth, sur une île
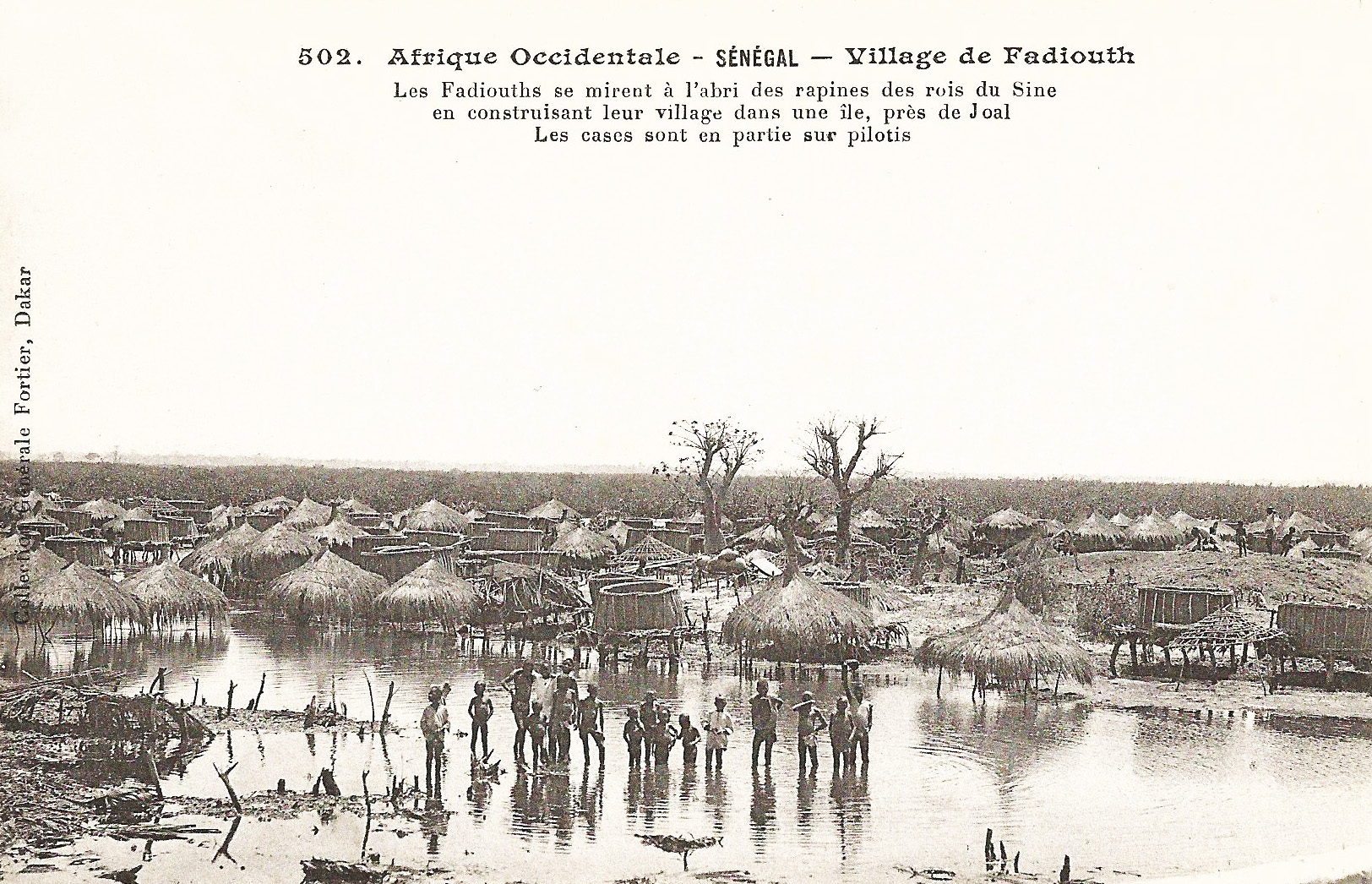
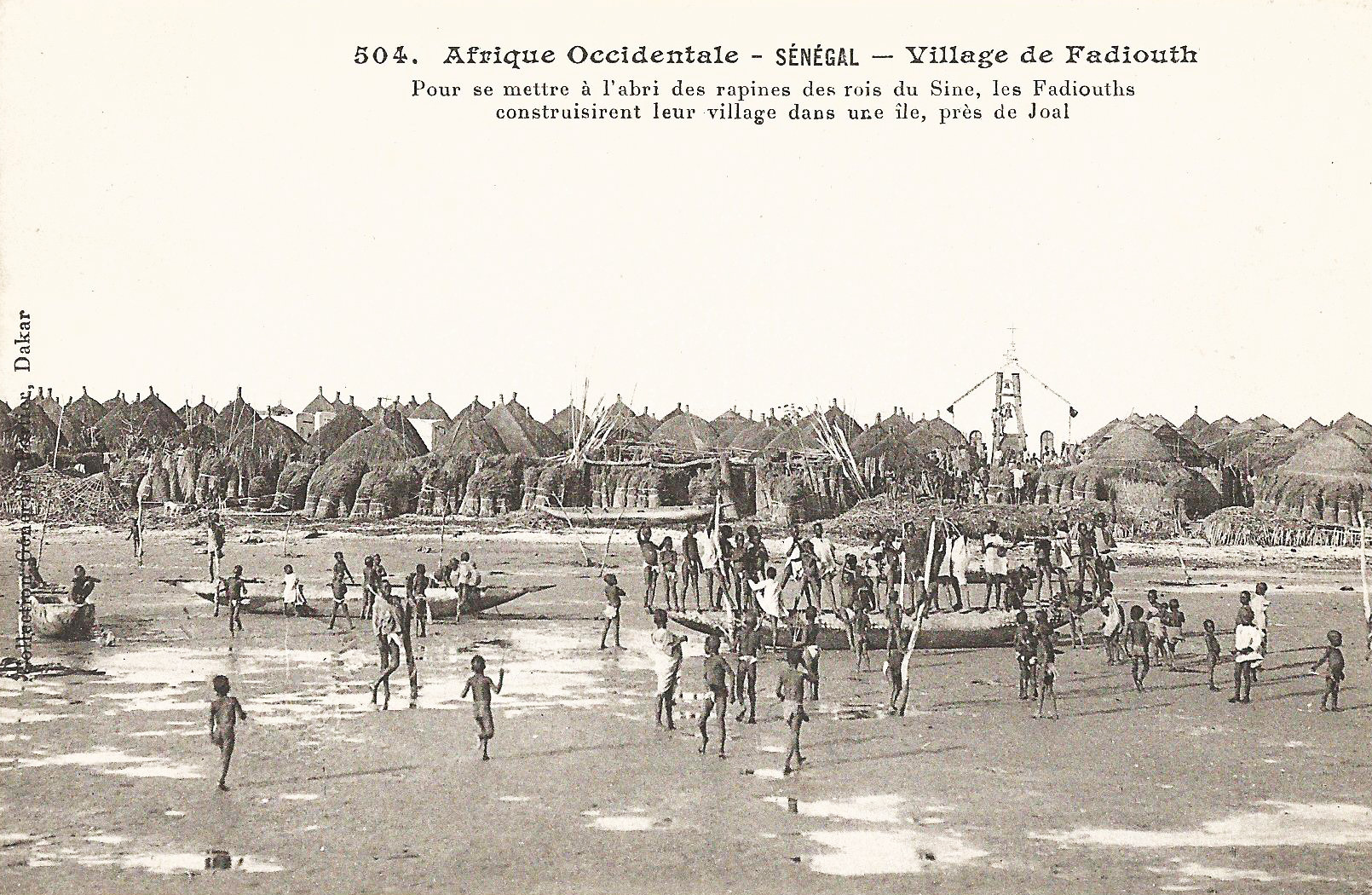
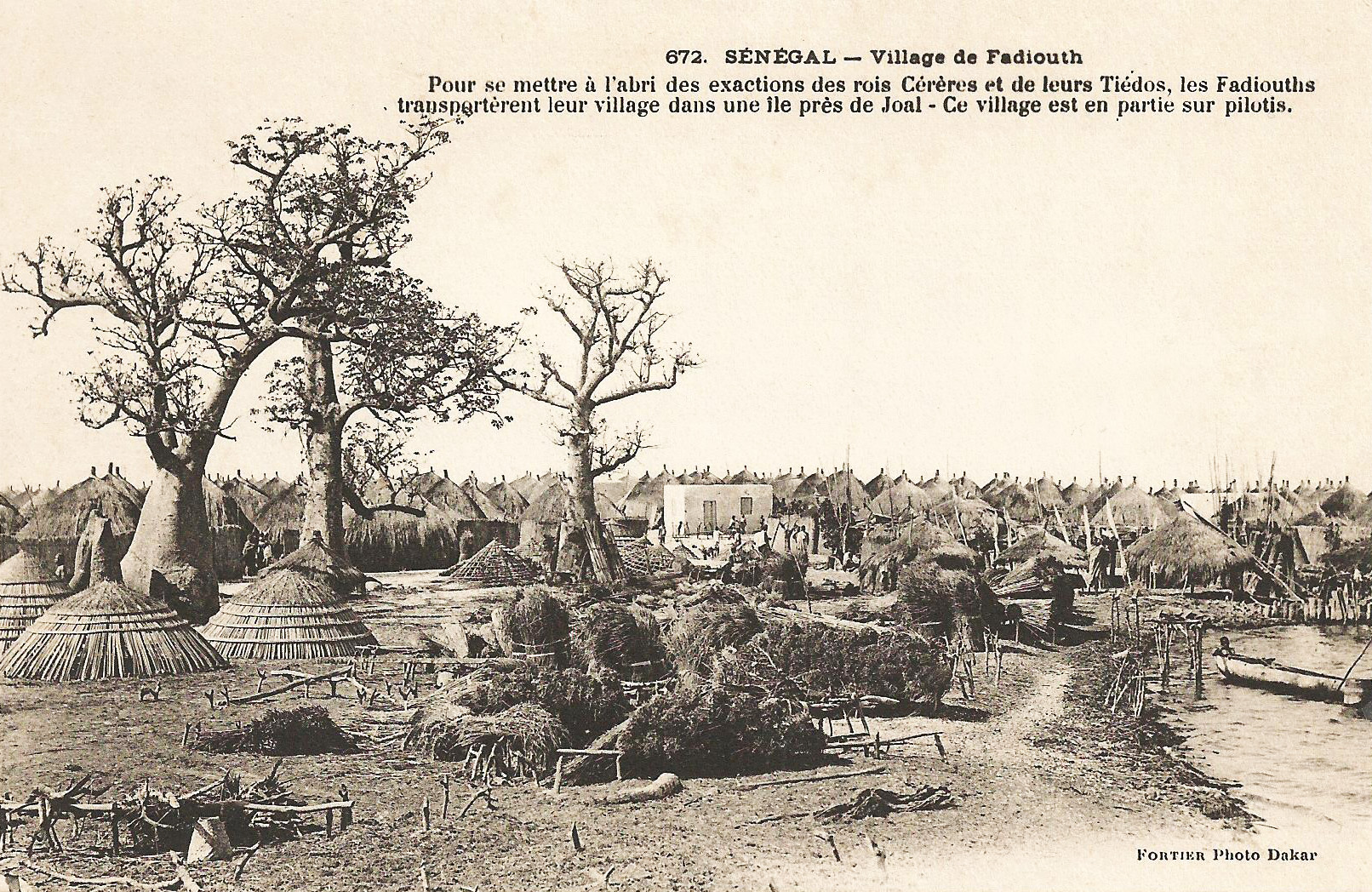

## Administration

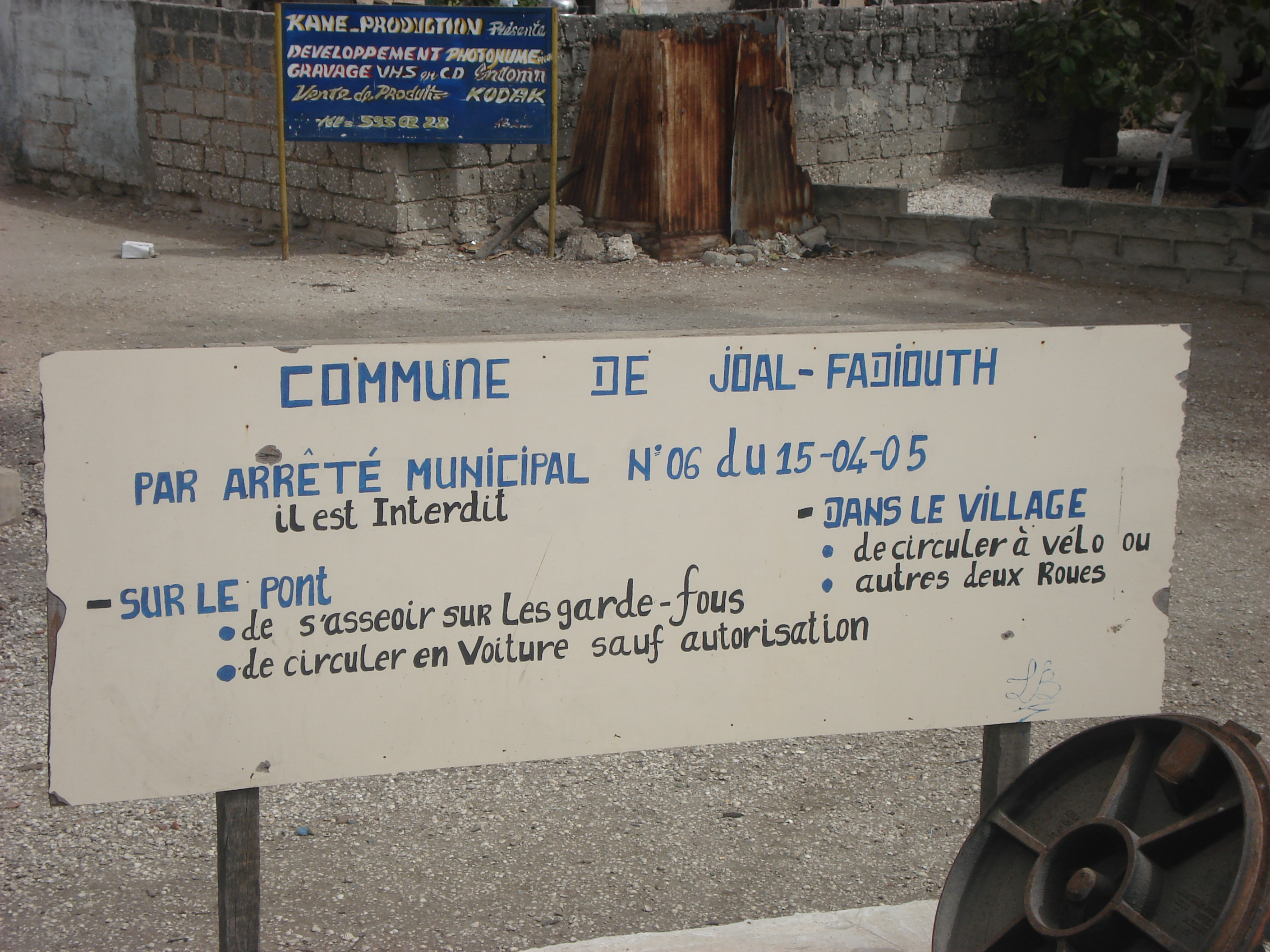
À l'entrée de la nouvelle commune

Joal-Fadiouth a d'abord été un canton, puis un cercle. Elle a été érigée en commune de plein exercice dans le cadre de la loi 66-20 du 1er février 1966, complétée par le décret no 72-82 du 3 février 1972 fixant les limites de la commune.
Aujourd'hui Joal-Fadiouth fait partie du département de M'bour, elle occupe la pointe sud de la région de Thiès.
Bordée par l'Océan Atlantique à l'ouest, la commune est entourée par la communauté rurale de Nguéniène du nord-ouest au sud-est et au sud par la communauté rurale de Palmarin. 
Ses maires successifs ont été Jean Collin, Emmanuel Sobel Diouf, Paul Ndong, Boucar Diouf et aujourd'hui Aïssatou Sophie Gladima.

## Géographie

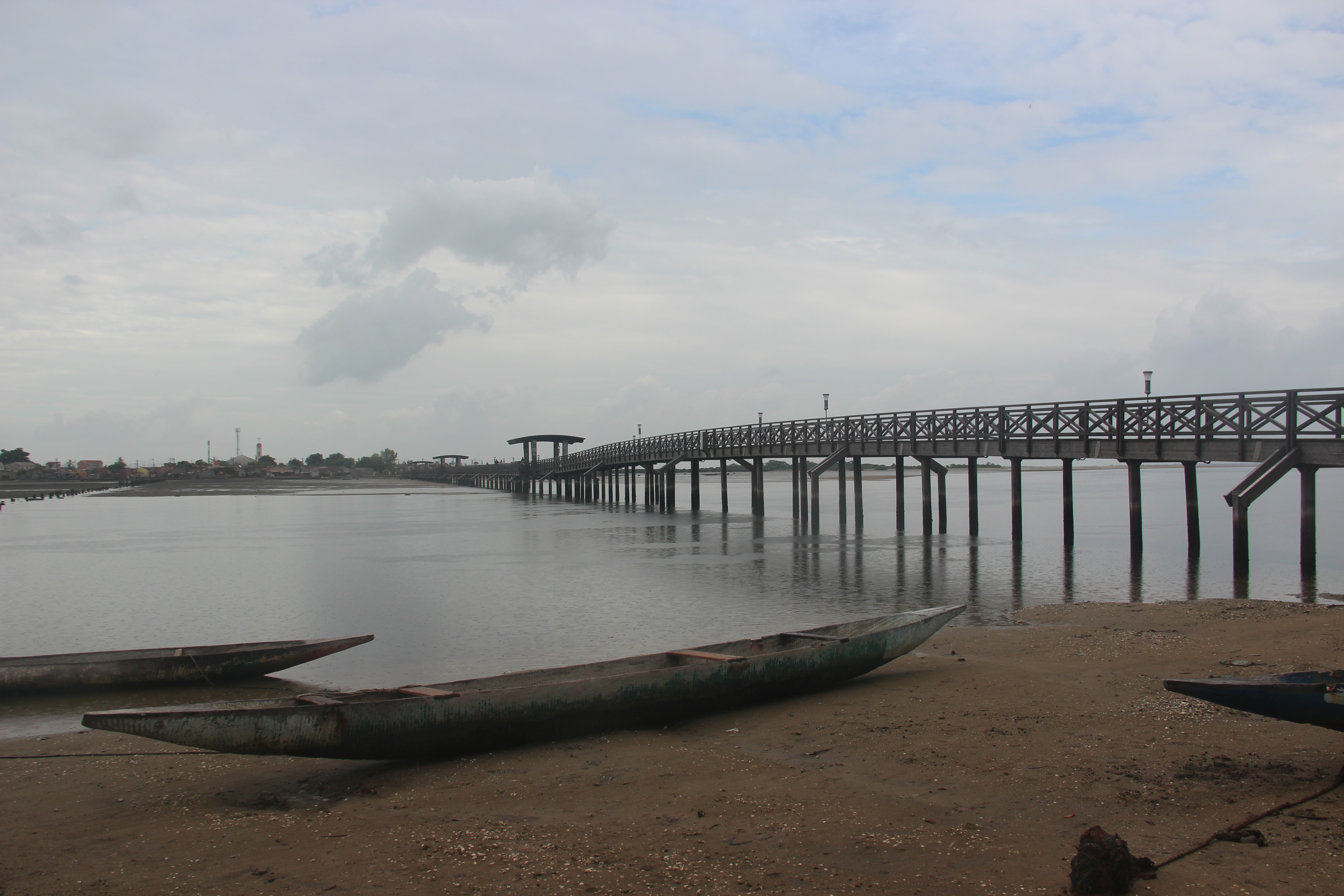
Pont reliant Joal et Fadiouth.

La commune s'étire le long de la côte sur 10 km, entre Ngazobil et Palmarin. 
Outre ces deux villages, les localités les plus proches sont Ndianda, Ndiarogne, Fadial, Diakhanor, Palmarin, Ngalou Sessene et Ngalou Sam Sam.
Dakar, la capitale, se trouve à 114 km.
Le territoire de la commune couvre 5 035 hectares, dont 5 023 pour Joal et 12 pour Fadiouth.

### Physique géologique
Joal-Fadiouth occupe aussi une position intermédiaire du point de vue du climat et de la végétation, entre le domaine sahélien au nord et la luxuriance de la Casamance au sud.
Du fait de sa position dans l'estuaire, la plus grande partie de la superficie de la commune (3 021 hectares) est régulièrement immergée sous l'influence des marées.

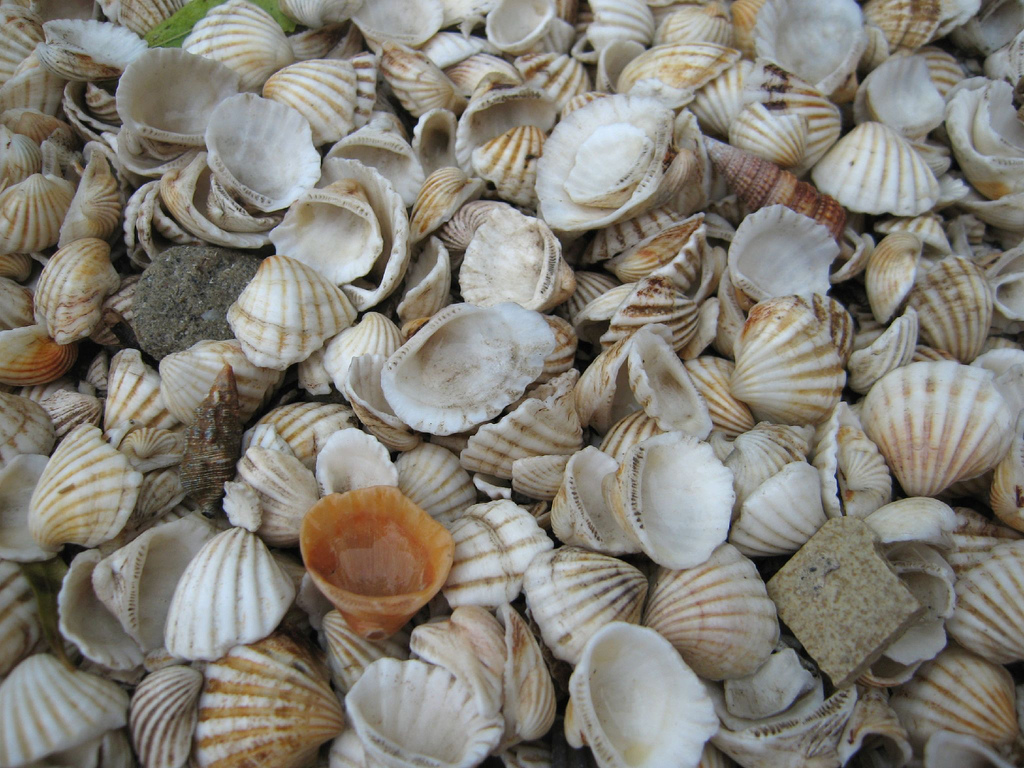
Coquillages.

Le climat est de type sahélien avec 3 à 4 mois d'hivernage de juillet à octobre et des températures douces de novembre à avril. La moyenne maximale ne dépasse pas 29°.
L'estuaire vasier occupé par la mangrove verte toute l'année, est sillonné de bolongs et parsemé de petits îlots de coquillages, qui servent de sanctuaires aux Pangols (Fassanda Tinine, Kouta, tec.) et peuplé de baobabs et d'acacias.
Les palétuviers, la zone des tannes et le littoral sont peuplés d'oiseaux marins (mouettes, bécasses, pélicans, flamants roses) ; on y trouve des singes, quelques cigognes et des hyènes.
La faune marine est très riche. La mer étant peu profonde, les coquillages s'y développent très bien, surtout les pagnes (Senilia senilis), les rochers (Murex hoplites), les 
volutes (ou yeet en wolof) (Cymbium spp.), les moules et les huîtres (Crassostrea gasar).
Les racines de la mangrove constituent une véritable nurserie et les bolongs des viviers naturels pour beaucoup de poissons, de céphalopodes et de crustacés.

### Population

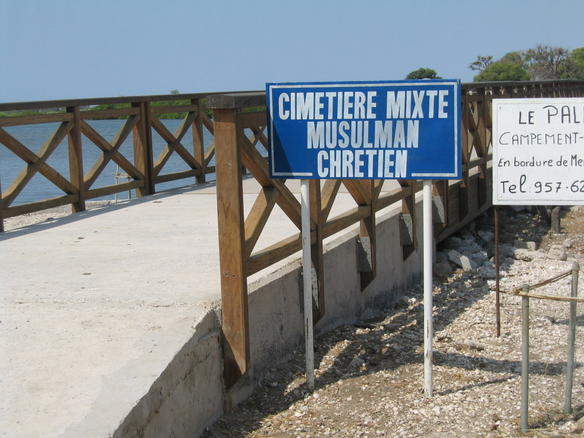
Le cimetière mixte à Fadiouth.

Lors du recensement de 2002, la population s'élevait à 32 991 habitants.
En 2007, selon les estimations officielles, Joal-Fadiouth comptait 39 078 personnes, dont plus des 3/4 pour Joal.
La population est principalement d'origine sérère.
Dans un pays majoritairement musulman, dans l'île de Fadiouth 90 % des habitants sont chrétiens.

### Économie
Joal vit de la pêche (premier port de pêche du Sénégal), de l'agriculture et du tourisme. 
L'Est de Joal, anciennement réservé aux activités rizicoles, reste une zone de dépression et de marécage en hivernage.
Les algues rouges se développent très bien dans l'océan et encombrent très souvent la plage, depuis l'arrêt de leur exploitation industrielle vers les années 1975.
Pour le voyageur venu de Dakar, Joal-Fadiouth constitue une étape et une transition entre les stations balnéaires façon Saly ou Nianing sur la Petite-Côte et une autre zone touristique très prisée, le Sine Saloum, « la Polynésie du Sénégal ». 

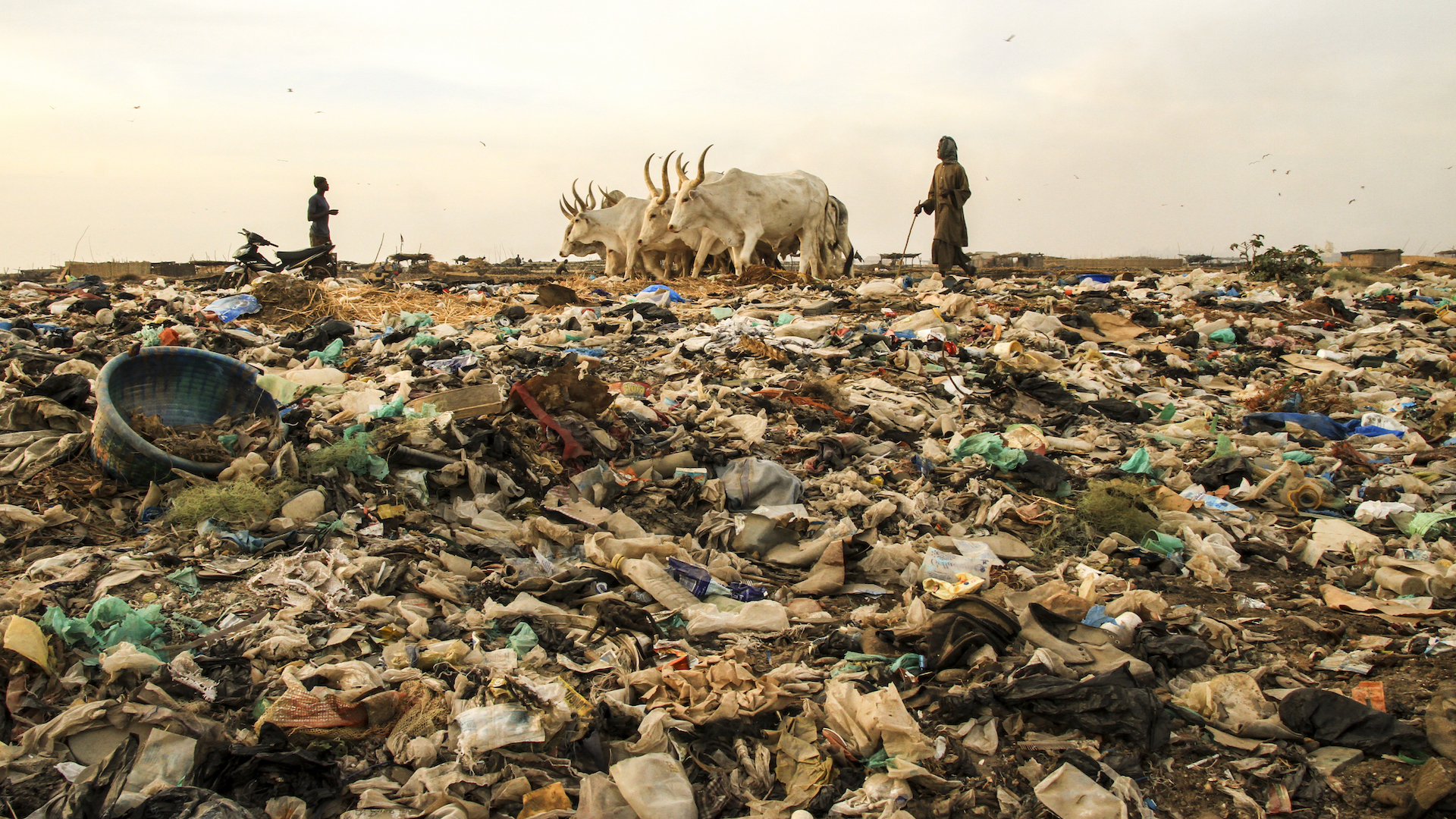
Vacher traditionnel.
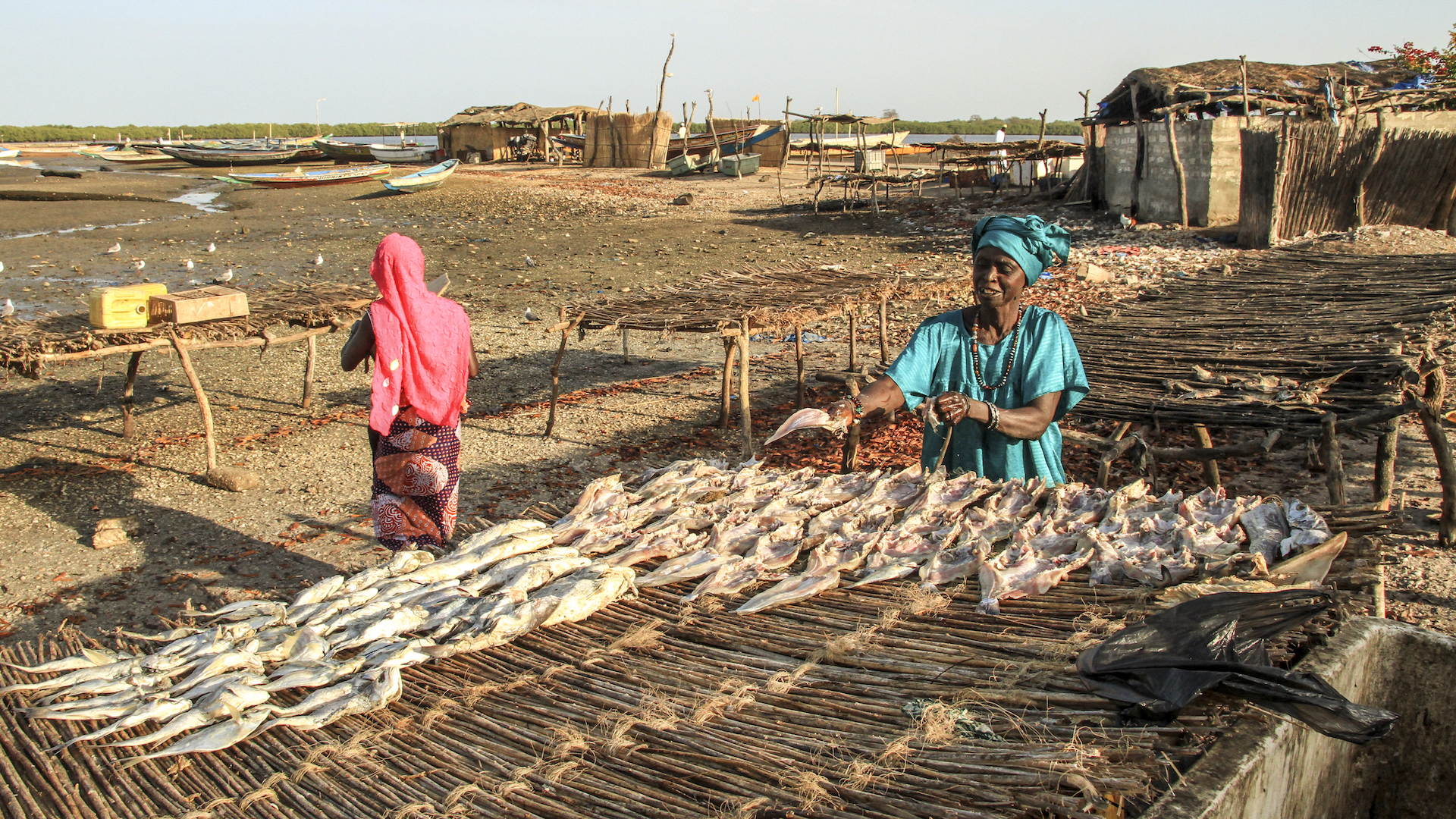
Salaison du poisson.
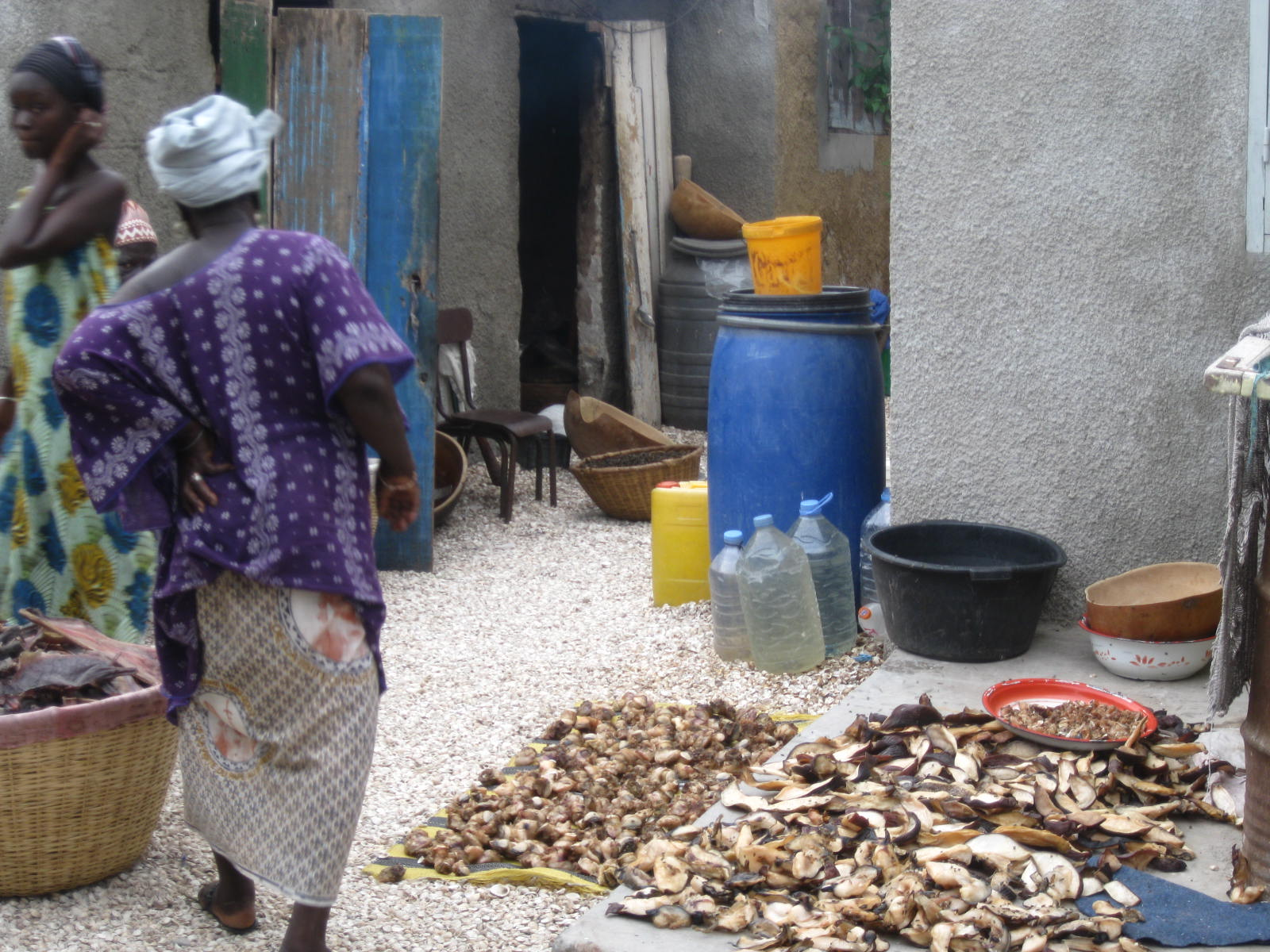
Poissons séchés.
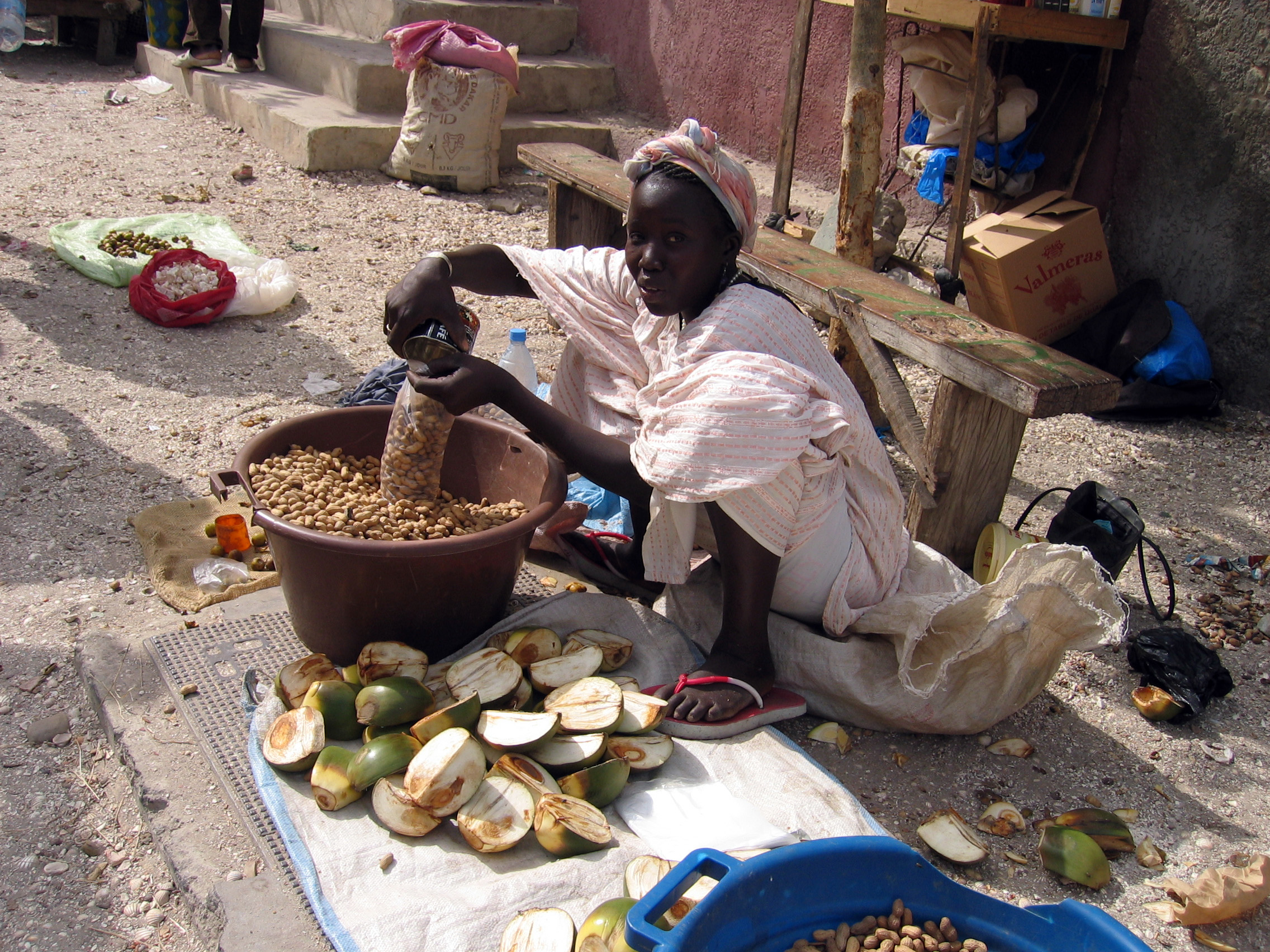
Vente d'arachides.

## Culture
Joal et surtout l'île de Fadiouth est un lieu touristique incontournable à découvrir. 
A découvrir :
- L'île aux coquillages (à laquelle on accède par une passerelle en bois) ;

- L'église Saint-François-Xavier ;

- Le cimetière mixte (situé sur une deuxième île plus petite) ;

- La maison du Lion, maison d'enfance de Léopold Sédar Senghor et aujourd'hui musée en son honneur (Mbind Diogoye).

## Personnalités liées à la commune
- C'est à Joal qu'est né le poète Léopold Sédar Senghor, apôtre de la négritude et premier président de la République du Sénégal. Enfant, il a fréquenté la mission catholique avant d'être envoyé à Ngazobil. On peut visiter sa maison familiale qui porte le nom de Mbind Diogoye ("maison du lion" en sérère).
- C'est à Fadiouth qu'est née Marthe Ndiaye, ancienne basketteuse (1982-1994) et capitaine à l'équipe nationale du Sénégal de basket ball. Elle a été  reine du basket en 1987.
- Yékini, le champion de lutte sénégalaise, est également né à Joal.
- Le général François Ndiaye, Chef d'état-major de l'Armée de Terre du Sénégal, est également originaire du village de Fadiouth.
- C'est aussi ici que repose le premier missionnaire français mort au Sénégal, né à Achenheim (Bas-Rhin, France) et venu pour enseigner le christianisme. Il fut enterré au point culminant du cimetière de Fadiouth, tout autour des tombes en coquillages, plantées d'une croix blanche. Fadiouth est habité par une majorité de chrétiens et a la particularité d'avoir un cimetière mixte chrétien et musulman.
- En 2000, l'écrivain Kama Sywor Kamanda est fait citoyen d'honneur de la ville de Joal-Fadiouth.
- Le chanteur-auteur-compositeur-guitariste Rémi Jegaan Dioh est originaire de Fadiouth.
- L'évêque Jacques Sarr est né à Fadiouth en 1934.

## Jumelages et partenariats
- Nogent-sur-Seine (France) depuis 1987
- Vénissieux (France)
- Granby (Canada) depuis 1979
- Brikama, Gambie
- Baker (États-Unis) (Louisiane)
- Fuenlabrada, Espagne (Madrid)

## Galerie

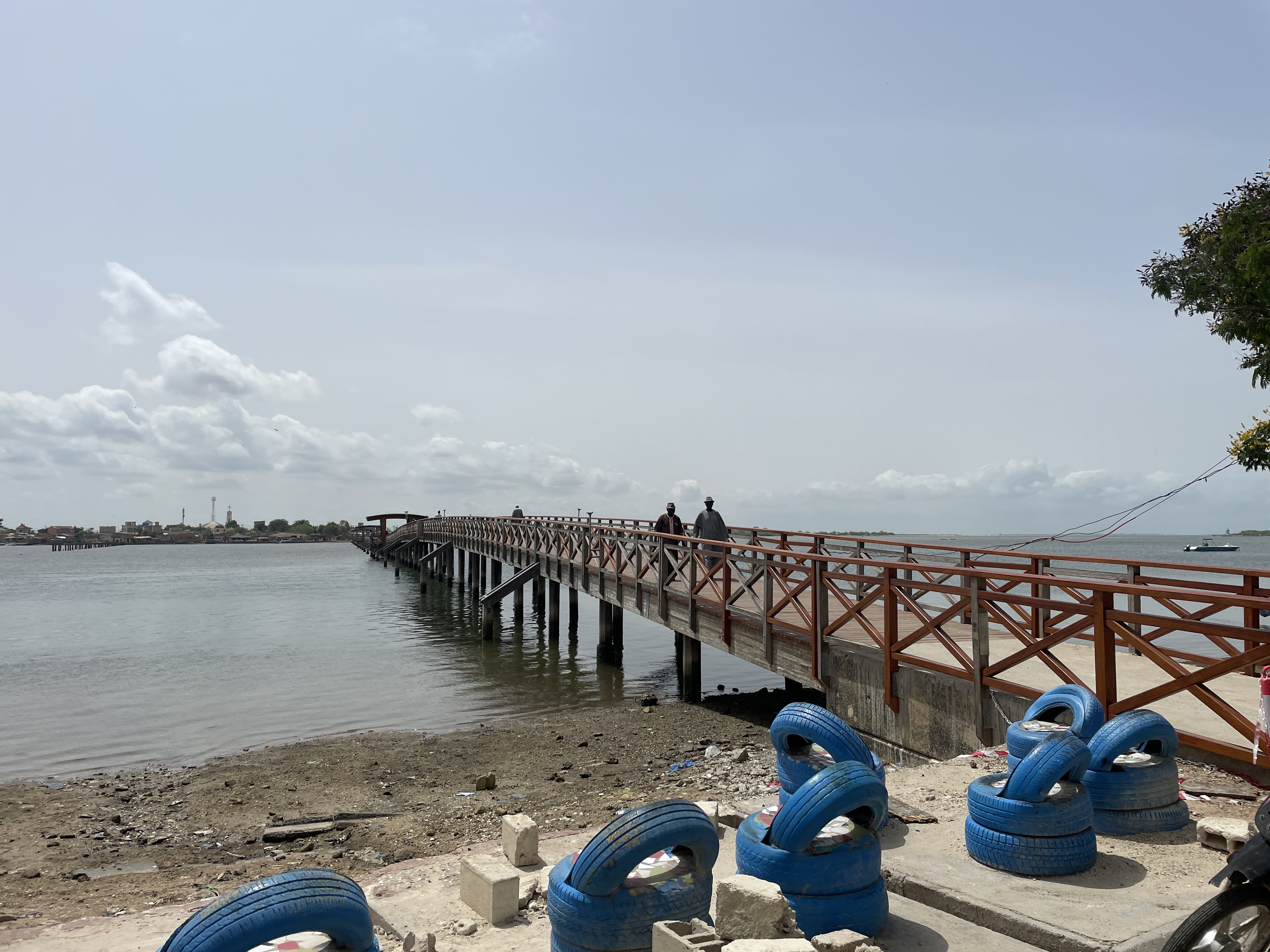
Espace repos près du pont de joal
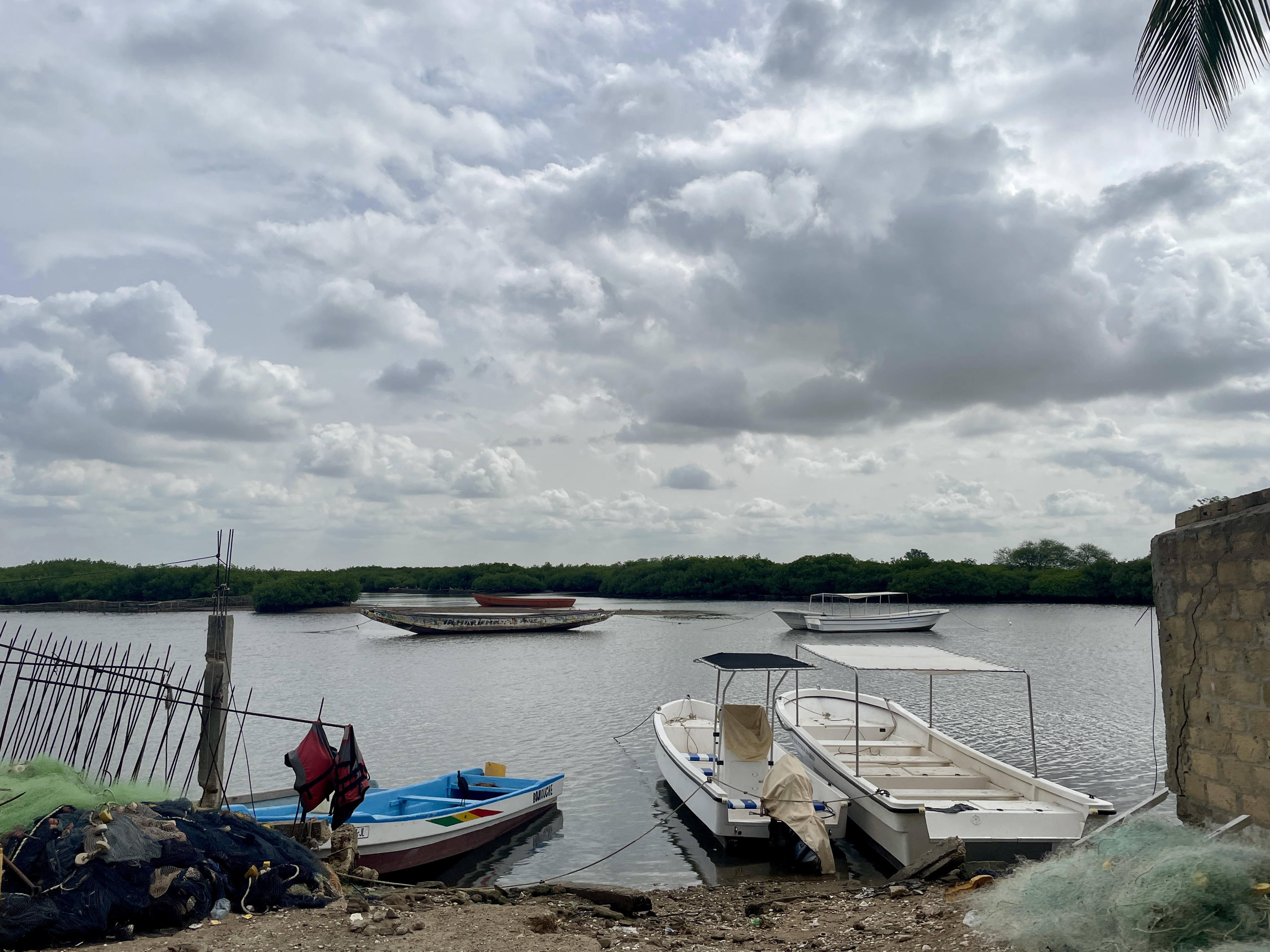
aire marine de joal
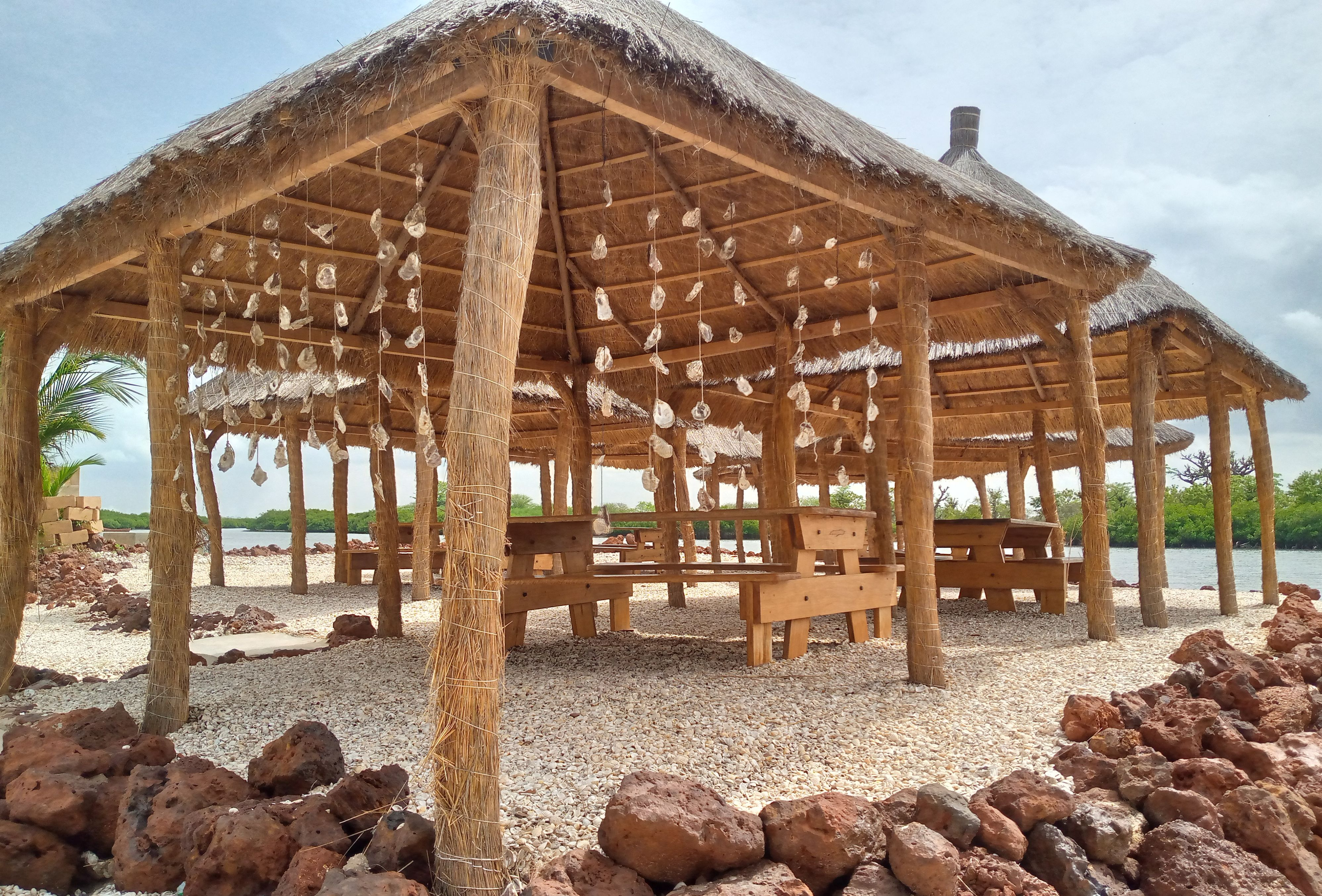
Bar restaurant fruit de mer
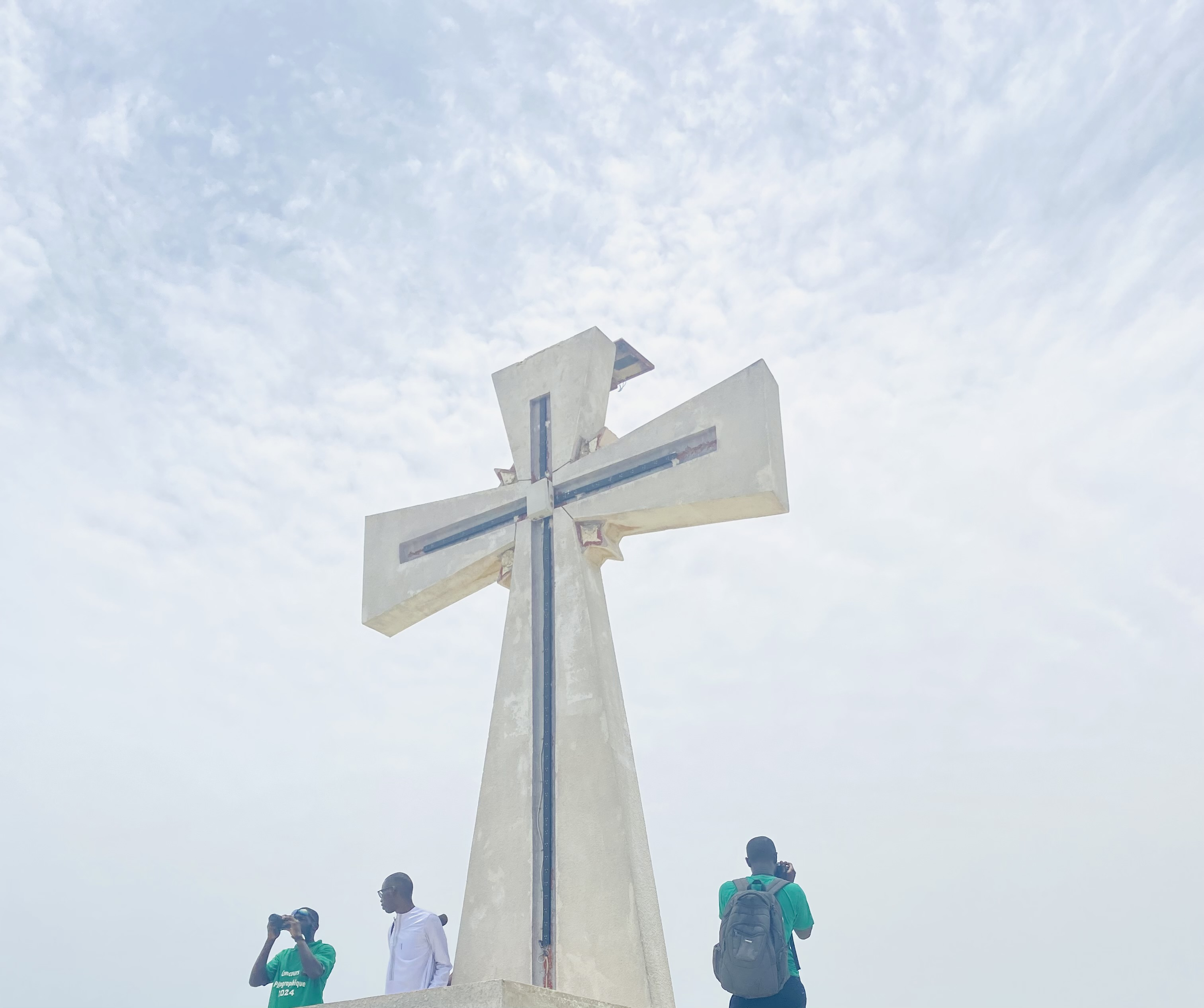
Cimetière mixte
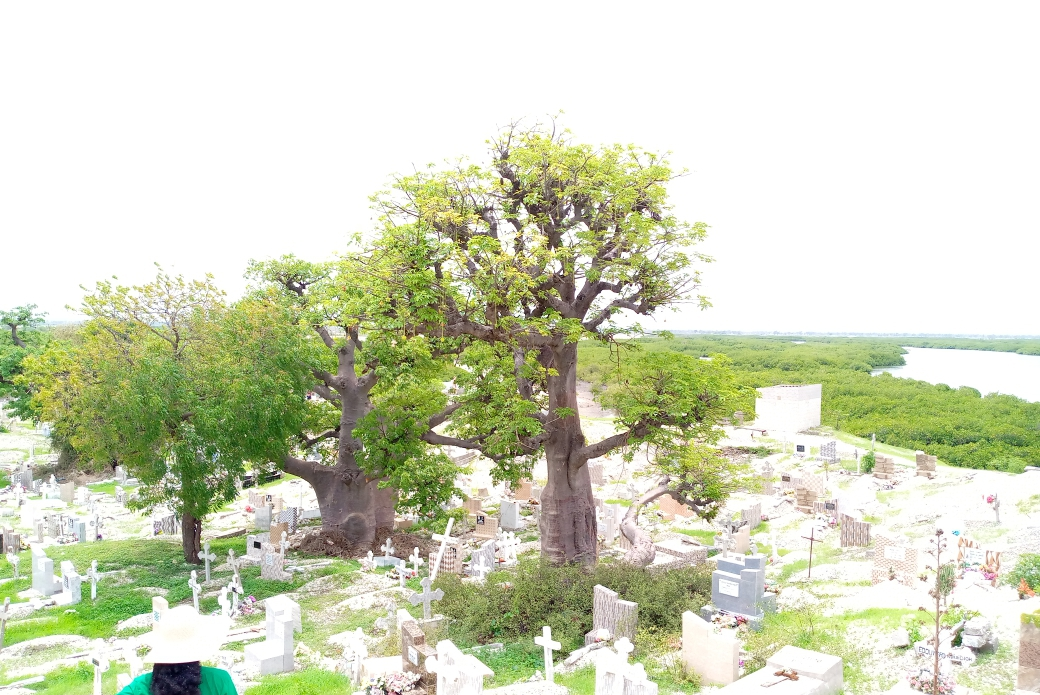
Cimetière mixte de joal-fadiouth
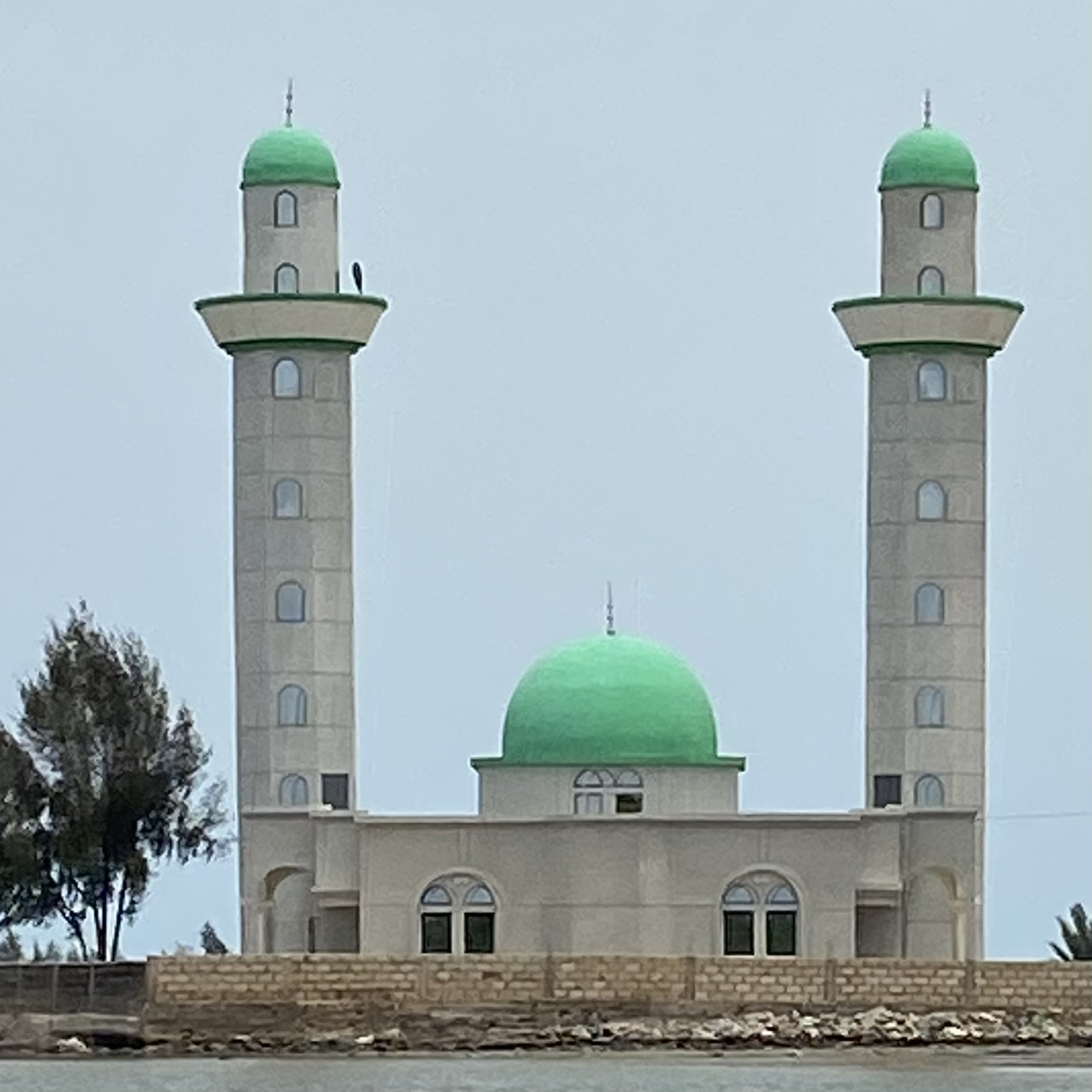
La grande mosquée de Joal-Fadiouth
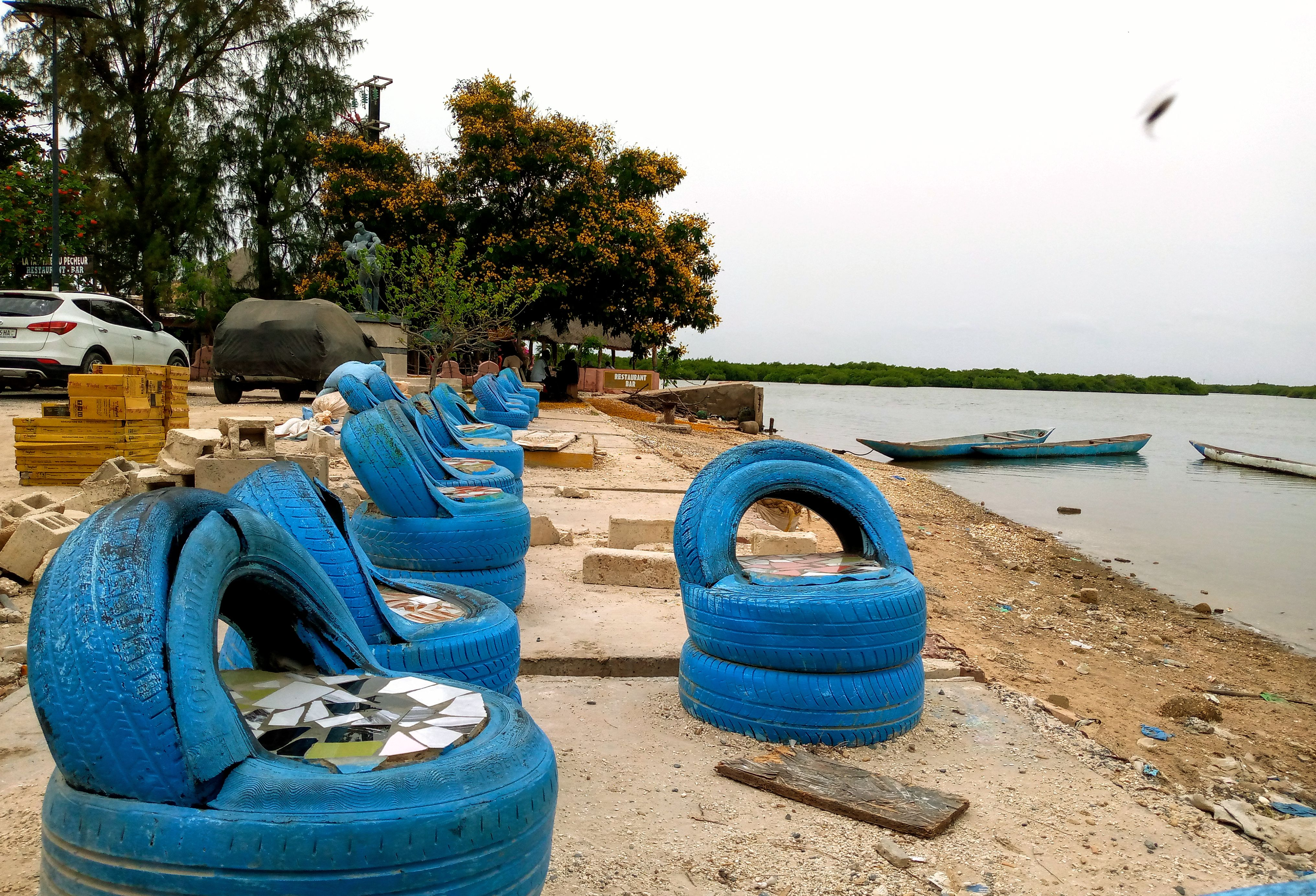
Aire de repos
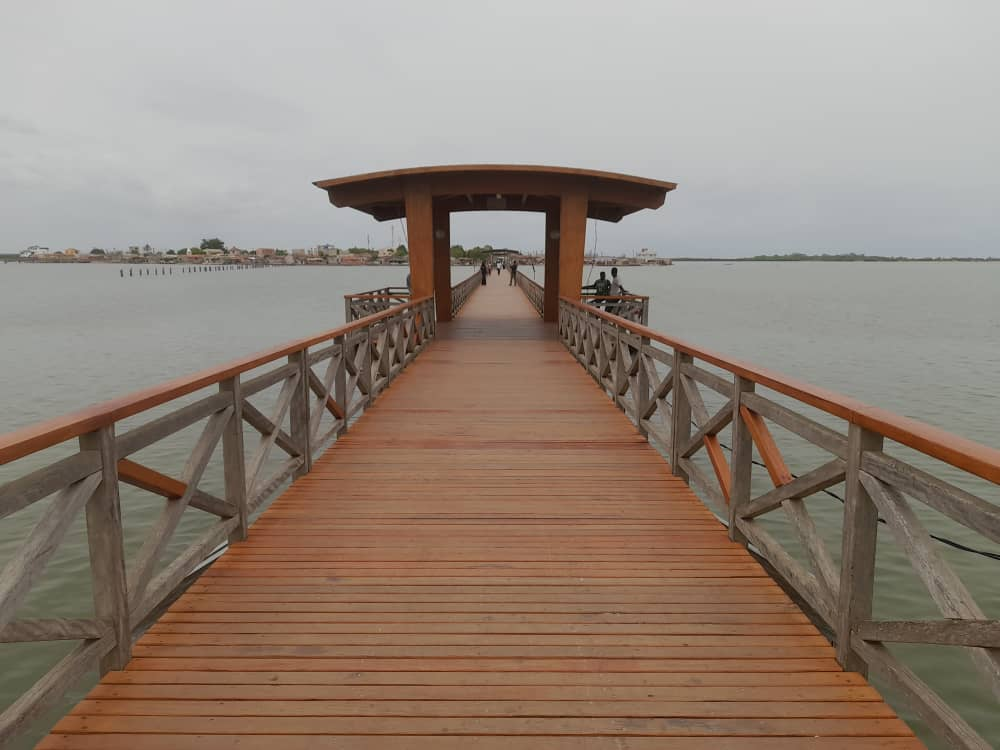
pont reliant Fadiouth à Joal
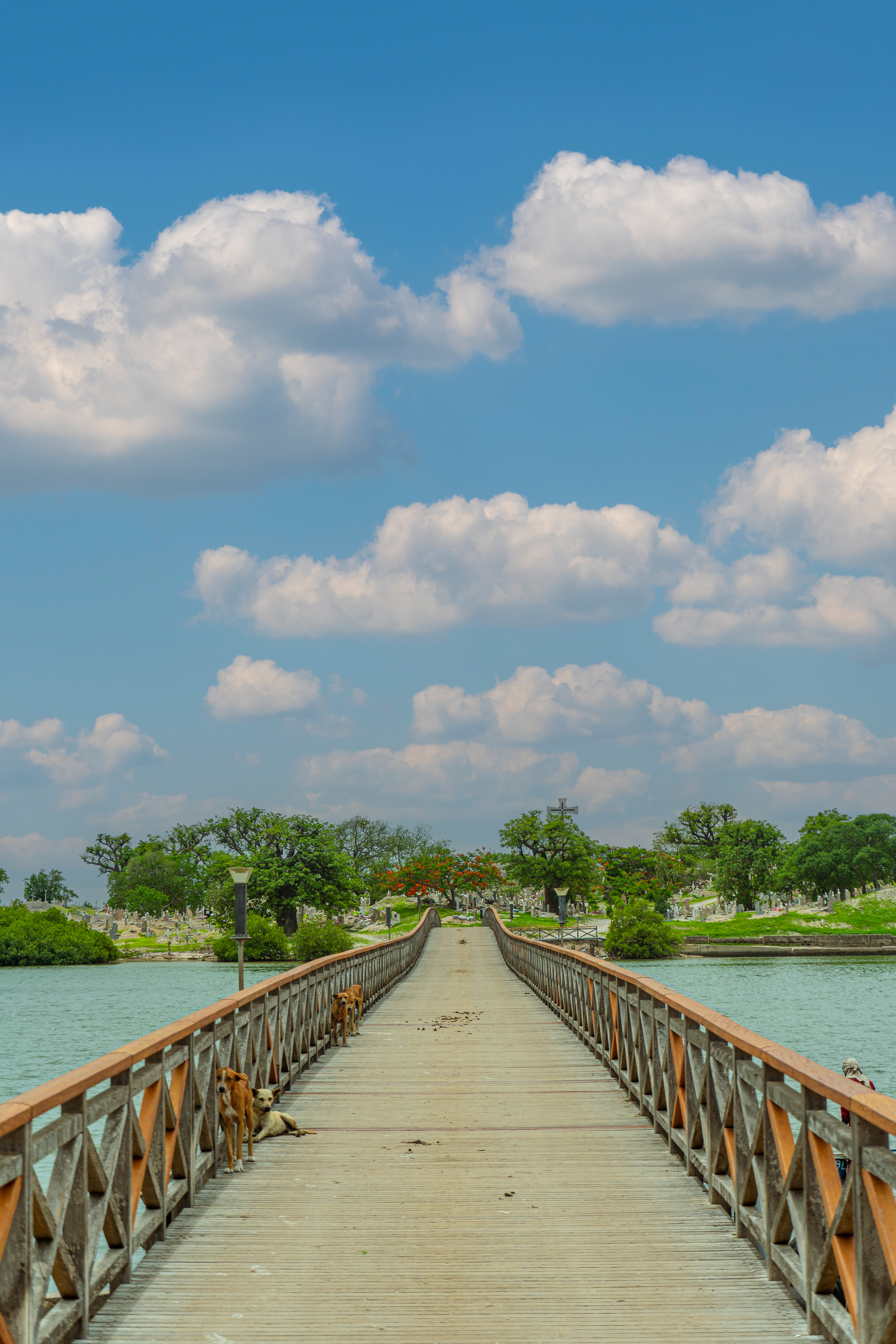
Pont menant vers les cimetières mixtes de Fadiouth